# Haughton Demesne
Haughton Demesne var en civil parish från 1858 till 1885 då den blev en del av Uffington, i grevskapet Shropshire, i England. Civil parish var belägen 6 km från Shrewsbury och hade 132 invånare år 1881.